# Angham
Angham Mohammad Ali Suleiman (en arabe : أنغام محمد علي سليمان), plus connue sous le nom d'Angham est une chanteuse égyptienne née le 19 janvier 1972.

## Carrière
Sa carrière a commencé dans les années 1980 mais a explosé en 2001 avec Sidi Wisalak, dont elle a tourné le clip, mais son premier album est Fil Rokn el Ba’eed el Hady. Le clip de Bethebbaha Walla, issu de l'album Wahdaniya, lui a valu le titre de « meilleure chanteuse de l'année 1998 » et une récompense pour son clip.
Après deux ans d'absence, son album Leih Sebtaha se vend à 2 800 000 copies[réf. nécessaire]. L'album de 2005, Bahibbik Wahashteeny, au ton plus romantique et moins dynamique, a moins plu.[réf. nécessaire] En 2006, elle obtient deux prix de la « meilleure vedette de l'année », d'abord de la part des radios égyptiennes puis de celles du Moyen-Orient.
En 2007, elle dédie une chanson à la princesse saoudienne Reem, fille du prince Al-Walid qui dirige le label Rotana, lors de son mariage à Riyad.

## Discographie
- 1988 - Fil Rokn el Baeed el Hady
- 1988 - Awal Gawab
- 1989 - La Le Le La Ly
- 1989 - Layi'a
- 1990 - Etafa'na
- 1991 - Bibasata Kida
- 1992 - Inta el Alam
- 1993 - Ella Ana
- 1995 - Baoulak Eih
- 1996 - A'dar
- 1996 - Shi Da'
- 1997 - Betheb Meen
- 1998 - Khalli Bokra l'Bokra
- 1999 - Wahdaniya
- 2001 - Leih Sebtaha Ventes : 2 800 000 copies[1]
- 2003 - Omry Maak ::Ventes : 3 100 000 copies[réf. nécessaire]
- 2005 - Bahibbik Wahashteeny
- 2007 - Kol Ma Nearrab
- 2009 - Nefsy Ahebak
- 2010 - Ana Aysha Hala produit par Hassan Chafii